# Lista de episódios de Fear the Walking Dead
Fear the Walking Dead é uma série de televisão norte-americana dramática pós-apocalíptica de terror criada por Robert Kirkman e Dave Erickson. Ela é derivada de The Walking Dead, que é baseada na série de quadrinhos de mesmo nome de Robert Kirkman, Tony Moore e Charlie Adlard. A série estreou no canal de televisão da AMC nos Estados Unidos em 23 de agosto de 2015.
A série foi renovada para uma oitava e última temporada, que estreou em 14 de maio de 2023 e terminou em 19 de novembro de 2023. Um total de 113 episódios de Fear the Walking Dead foram transmitidos.

## Resumo
| Temporada | Temporada | Episódios | Episódios | Originalmente exibido | Originalmente exibido  |
| Temporada | Temporada | Episódios | Episódios | Estreia da temporada  | Final da temporada     |
| --------- | --------- | --------- | --------- | --------------------- | ---------------------- |
|           | 1         | 6         | 6         | 23 de agosto de 2015  | 4 de outubro de 2015   |
|           | 2         | 15        | 15        | 10 de abril de 2016   | 2 de outubro de 2016   |
|           | 3         | 16        | 16        | 4 de junho de 2017    | 15 de outubro de 2017  |
|           | 4         | 16        | 16        | 15 de abril de 2018   | 30 de setembro de 2018 |
|           | 5         | 16        | 16        | 2 de junho de 2019    | 29 de setembro de 2019 |
|           | 6         | 16        | 16        | 11 de outubro de 2020 | 13 de junho de 2021    |
|           | 7         | 16        | 16        | 17 de outubro de 2021 | 5 de junho de 2022     |
|           | 8         | 12        | 12        | 14 de maio de 2023    | 19 de novembro de 2023 |

## Episódios

### 1ª temporada (2015)
| N.º na série | N.º na temp. | Título                                                | Dirigido por    | Escrito por                    | Exibição original      | Audiência (milhões) |
| ------------ | ------------ | ----------------------------------------------------- | --------------- | ------------------------------ | ---------------------- | ------------------- |
| 1            | 1            | "Pilot" "(Piloto)" (BR)                               | Adam Davidson   | Robert Kirkman & Dave Erickson | 23 de agosto de 2015   | 10.13               |
| 2            | 2            | "So Close, Yet So Far" "(Tão Perto e Tão Longe)" (BR) | Adam Davidson   | Marco Ramirez                  | 30 de agosto de 2015   | 8.18                |
| 3            | 3            | "The Dog" "(O Cachorro)" (BR)                         | Adam Davidson   | Jack LoGiudice                 | 13 de setembro de 2015 | 7.19                |
| 4            | 4            | "Not Fade Away" "(Não Desapareça)" (BR)               | Kari Skogland   | Meaghan Oppenheimer            | 20 de setembro de 2015 | 6.62                |
| 5            | 5            | "Cobalt" "(Cobalto)" (BR)                             | Kari Skogland   | David Wiener                   | 27 de setembro de 2015 | 6.66                |
| 6            | 6            | "The Good Man" "(O Bom Homem)" (BR)                   | Stefan Schwartz | Robert Kirkman & Dave Erickson | 4 de outubro de 2015   | 6.86                |

### 2ª temporada (2016)
| N.º na série | N.º na temp. | Título                                          | Dirigido por      | Escrito por                                                             | Exibição original      | Audiência (milhões) |
| ------------ | ------------ | ----------------------------------------------- | ----------------- | ----------------------------------------------------------------------- | ---------------------- | ------------------- |
| 7            | 1            | "Monster" "(Monstro)" (BR)                      | Adam Davidson     | Dave Erickson                                                           | 10 de abril de 2016    | 6.67                |
| 8            | 2            | "We All Fall Down" "(Todos Nós Caimos)" (BR)    | Adam Davidson     | História por : Brett C. Leonard & Kate Barnow Roteiro por : Kate Barnow | 17 de abril de 2016    | 5.58                |
| 9            | 3            | "Ouroboros" "(Ouroboros)" (BR)                  | Stefan Schwartz   | Alan Page                                                               | 24 de abril de 2016    | 4.73                |
| 10           | 4            | "Blood in the Streets" "(Sangue nas Ruas)" (BR) | Michael Uppendahl | Kate Erickson                                                           | 1 de maio de 2016      | 4.80                |
| 11           | 5            | "Captive" "(Aprisionados)" (BR)                 | Craig Zisk        | Carla Ching                                                             | 8 de maio de 2016      | 4.41                |
| 12           | 6            | "Sicut Cervus" "(Sicut Cervus)" (BR)            | Kate Dennis       | Brian Buckner                                                           | 15 de maio de 2016     | 4.49                |
| 13           | 7            | "Shiva" "(Shiva)" (BR)                          | Andrew Bernstein  | David Wiener                                                            | 22 de maio de 2016     | 4.39                |
| 14           | 8            | "Grotesque" "(Grotesco)" (BR)                   | Daniel Sackheim   | Kate Barnow                                                             | 21 de agosto de 2016   | 3.86                |
| 15           | 9            | "Los Muertos" "(Los Muertos)" (BR)              | Deborah Chow      | Alan Page                                                               | 28 de agosto de 2016   | 3.66                |
| 16           | 10           | "Do Not Disturb" "(Não Perturbe)" (BR)          | Michael McDonough | Lauren Signorino                                                        | 4 de setembro de 2016  | 2.99                |
| 17           | 11           | "Pablo & Jessica" "(Pablo & Jessica)" (BR)      | Uta Briesewitz    | Kate Erickson                                                           | 11 de setembro de 2016 | 3.40                |
| 18           | 12           | "Pillar of Salt" "(Estátua de Sal)" (BR)        | Gerardo Naranjo   | Carla Ching                                                             | 18 de setembro de 2016 | 3.62                |
| 19           | 13           | "Date of Death" "(Data da Morte)" (BR)          | Christoph Schrewe | Brian Buckner                                                           | 25 de setembro de 2016 | 3.49                |
| 20           | 14           | "Wrath" "(Ira)" (BR)                            | Stefan Schwartz   | Kate Barnow                                                             | 2 de outubro de 2016   | 3.67                |
| 21           | 15           | "North" "(Norte)" (BR)                          | Andrew Bernstein  | Dave Erickson                                                           | 2 de outubro de 2016   | 3.05                |

### 3ª temporada (2017)
| N.º na série | N.º na temp. | Título                                                                                 | Dirigido por      | Escrito por                     | Exibição original      | Audiência (milhões) |
| ------------ | ------------ | -------------------------------------------------------------------------------------- | ----------------- | ------------------------------- | ---------------------- | ------------------- |
| 22           | 1            | "Eye of the Beholder" "(Os Olhos de Quem Vê)" (BR)                                     | Andrew Bernstein  | Dave Erickson                   | 4 de junho de 2017     | 3.11                |
| 23           | 2            | "The New Frontier" "(A Nova Fronteira)" (BR)                                           | Stefan Schwartz   | Mark Richard                    | 4 de junho de 2017     | 2.70                |
| 24           | 3            | "TEOTWAWKI"                                                                            | Deborah Chow      | Ryan Scott                      | 11 de junho de 2017    | 2.50                |
| 25           | 4            | "100"                                                                                  | Alex Garcia Lopez | Alan Page                       | 18 de junho de 2017    | 2.40                |
| 26           | 5            | "Burning in Water, Drowning in Flame" "(Queimando na Água, Afogando-se na Chama)" (BR) | Daniel Stamm      | Suzanne Heathcote               | 25 de junho de 2017    | 2.50                |
| 27           | 6            | "Red Dirt" "(Sujeira Vermelha)" (BR)                                                   | Courtney Hunt     | Wes Brown                       | 2 de julho de 2017     | 2.19                |
| 28           | 7            | "The Unveiling" "(A Revelação)" (BR)                                                   | Jeremy Webb       | Mark Richard                    | 9 de julho de 2017     | 2.62                |
| 29           | 8            | "Children of Wrath" "(Filhos da Ira)" (BR)                                             | Andrew Bernstein  | Jami O'Brien                    | 9 de julho de 2017     | 2.40                |
| 30           | 9            | "Minotaur" "(Minotauro)" (BR)                                                          | Stefan Schwartz   | Dave Erickson & Mike Zunic      | 10 de setembro de 2017 | 2.14                |
| 31           | 10           | "The Diviner" "(O Adivinhador)" (BR)                                                   | Paco Cabezas      | Ryan Scott                      | 10 de setembro de 2017 | 2.14                |
| 32           | 11           | "La Serpiente"                                                                         | Josef Wladyka     | Mark Richard & Lauren Signorino | 17 de setembro de 2017 | 1.99                |
| 33           | 12           | "Brother's Keeper" "(O Guardião do Irmão)" (BR)                                        | Alrick Riley      | Wes Brown                       | 24 de setembro de 2017 | 2.08                |
| 34           | 13           | "This Land Is Your Land" "(Essa Terra é Sua Terra)" (BR)                               | Meera Menon       | Suzanne Heathcote               | 1 de outubro de 2017   | 2.36                |
| 35           | 14           | "El Matadero"                                                                          | Stefan Schwartz   | Alan Page                       | 8 de outubro de 2017   | 2.23                |
| 36           | 15           | "Things Bad Begun" "(Coisas Ruins Começaram)" (BR)                                     | Andrew Bernstein  | Jami O'Brien                    | 15 de outubro de 2017  | 2.23                |
| 37           | 16           | "Sleigh Ride" "(O Passeio de Trenó)" (BR)                                              | Andrew Bernstein  | Dave Erickson & Mark Richard    | 15 de outubro de 2017  | 2.23                |

### 4ª temporada (2018)
| N.º na série | N.º na temp. | Título                                                                               | Dirigido por             | Escrito por                                       | Exibição original      | Audiência (milhões) |
| ------------ | ------------ | ------------------------------------------------------------------------------------ | ------------------------ | ------------------------------------------------- | ---------------------- | ------------------- |
| 38           | 1            | "What's Your Story?" "(Qual é a Sua História?)" (BR)                                 | John Polson              | Scott M. Gimple & Andrew Chambliss & Ian Goldberg | 15 de abril de 2018    | 4.09                |
| 39           | 2            | "Another Day in the Diamond" "(Outro Dia no Diamond)" (BR)                           | Michael E. Satrazemis    | Andrew Chambliss & Ian Goldberg                   | 22 de abril de 2018    | 3.07                |
| 40           | 3            | "Good Out Here" "(Fique Bem Aqui)" (BR)                                              | Dan Liu                  | Shintaro Shimosawa                                | 29 de abril de 2018    | 2.71                |
| 41           | 4            | "Buried" "(Enterrado)" (BR)                                                          | Magnus Martens           | Alex Delyle                                       | 6 de maio de 2018      | 2.49                |
| 42           | 5            | "Laura" "(Laura)" (BR)                                                               | Michael E. Satrazemis    | Anna Fishko                                       | 13 de maio de 2018     | 2.46                |
| 43           | 6            | "Just in Case" "(Por Precaução)" (BR)                                                | Daisy von Scherler Mayer | Richard Naing                                     | 20 de maio de 2018     | 2.31                |
| 44           | 7            | "The Wrong Side of Where You Are Now" "(O Lado Errado de Onde Você Está Agora)" (BR) | Sarah Boyd               | Melissa Scrivner Love                             | 3 de junho de 2018     | 1.97                |
| 45           | 8            | "No One's Gone" "(Ninguém Morre)" (BR)                                               | Michael E. Satrazemis    | Ian Goldberg & Andrew Chambliss                   | 10 de junho de 2018    | 2.32                |
| 46           | 9            | "People Like Us" "(Pessoas Como Nós)" (BR)                                           | Magnus Martens           | Anna Fishko                                       | 12 de agosto de 2018   | 1.88                |
| 47           | 10           | "Close Your Eyes" "(Feche Seus Olhos)" (BR)                                          | Michael E. Satrazemis    | Shintaro Shimosawa                                | 19 de agosto de 2018   | 1.86                |
| 48           | 11           | "The Code" "(O Código)" (BR)                                                         | Tara Nicole Weyr         | Andrew Chambliss & Alex Delyle                    | 26 de agosto de 2018   | 1.83                |
| 49           | 12           | "Weak" "(Fraco)" (BR)                                                                | Colman Domingo           | Kalinda Vazquez                                   | 2 de setembro de 2018  | 1.52                |
| 50           | 13           | "Blackjack" "(Blackjack)" (BR)                                                       | Sharat Raju              | Ian Goldberg & Richard Naing                      | 9 de setembro de 2018  | 1.72                |
| 51           | 14           | "MM 54" "(MM 54)" (BR)                                                               | Lou Diamond Phillips     | Anna Fishko & Shintaro Shimosawa                  | 16 de setembro de 2018 | 1.87                |
| 52           | 15           | "I Lose People..." "(Eu Perco Pessoas...)" (BR)                                      | David Barrett            | Kalinda Vazquez                                   | 23 de setembro de 2018 | 2.03                |
| 53           | 16           | "... I Lose Myself" "(... Eu Me Perco)" (BR)                                         | Michael E. Satrazemis    | Andrew Chambliss & Ian Goldberg                   | 30 de setembro de 2018 | 2.13                |

### 5ª temporada (2019)
| N.º na série | N.º na temp. | Título                                                    | Dirigido por          | Escrito por                     | Exibição original      | Audiência (milhões) |
| ------------ | ------------ | --------------------------------------------------------- | --------------------- | ------------------------------- | ---------------------- | ------------------- |
| 54           | 1            | "Here to Help" "(Aqui para Ajudar)" (BR)                  | Michael E. Satrazemis | Ian Goldberg & Andrew Chambliss | 2 de junho de 2019     | 1.97                |
| 55           | 2            | "The Hurt That Will Happen" "(A Dor Que Vai Causar)" (BR) | Jessica Lowrey        | Alex Delyle                     | 9 de junho de 2019     | 1.69                |
| 56           | 3            | "Humbug's Gulch" "(Humbug's Gulch)" (BR)                  | Colman Domingo        | Ashley Cardiff                  | 16 de junho de 2019    | 1.76                |
| 57           | 4            | "Skidmark" "(Skidmark)" (BR)                              | Tara Nicole Weyr      | Samir Mehta                     | 23 de junho de 2019    | 1.66                |
| 58           | 5            | "The End of Everything" "(O Fim de Tudo)" (BR)            | Michael E. Satrazemis | Andrew Chambliss & Ian Goldberg | 30 de junho de 2019    | 1.71                |
| 59           | 6            | "The Little Prince" "(O Pequeno Príncipe)" (BR)           | Sharat Raju           | Mallory Westfall                | 7 de julho de 2019     | 1.49                |
| 60           | 7            | "Still Standing" "(Ainda em Pé)" (BR)                     | Marta Cunningham      | Richard Naing                   | 14 de julho de 2019    | 1.39                |
| 61           | 8            | "Is Anybody Out There?" "(Tem Alguém Aí Fora?)" (BR)      | Michael E. Satrazemis | Michael Alaimo                  | 21 de julho de 2019    | 1.60                |
| 62           | 9            | "Channel 4" "(Canal 4)" (BR)                              | Dan Liu               | David Johnson                   | 11 de agosto de 2019   | 1.40                |
| 63           | 10           | "210 Words Per Minute" "(210 Palavras por Minuto)" (BR)   | Ron Underwood         | Ian Goldberg & Andrew Chambliss | 18 de agosto de 2019   | 1.37                |
| 64           | 11           | "You're Still Here" "(Você Ainda Está Aqui)" (BR)         | Andrew Bernstein      | Mallory Westfall & Alex Delyle  | 25 de agosto de 2019   | 1.44                |
| 65           | 12           | "Ner Tamid" "(Ner Tamid)" (BR)                            | Michael Satrazemis    | Andrew Chambliss & Ian Goldberg | 1 de setembro de 2019  | 1.14                |
| 66           | 13           | "Leave What You Don't" "(Deixe O Que Não Precisa)" (BR)   | Daisy Mayer           | Ashley Cardiff & Nick Bernadone | 8 de setembro de 2019  | 1.45                |
| 67           | 14           | "Today and Tomorrow" "(Hoje e Amanhã)" (BR)               | Sydney Freeland       | David Johnson                   | 15 de setembro de 2019 | 1.31                |
| 68           | 15           | "Channel 5" "(Canal 5)" (BR)                              | David Barrett         | Michael Alaimo & Samir Mehta    | 22 de setembro de 2019 | 1.34                |
| 69           | 16           | "End of the Line" "(Fim da Linha)" (BR)                   | Michael Satrazemis    | Andrew Chambliss & Ian Goldberg | 29 de setembro de 2019 | 1.51                |

### 6ª temporada (2020–21)
| N.º na série | N.º na temp. | Título                                                                        | Dirigido por          | Escrito por                                        | Exibição original      | Audiência (milhões) |
| ------------ | ------------ | ----------------------------------------------------------------------------- | --------------------- | -------------------------------------------------- | ---------------------- | ------------------- |
| 70           | 1            | "The End Is the Beginning" "(O Fim É o Começo)" (BR)                          | Michael E. Satrazemis | Andrew Chambliss & Ian B. Goldberg                 | 11 de outubro de 2020  | 1.59                |
| 71           | 2            | "Welcome to the Club" "(Bem-Vindo ao Clube)" (BR)                             | Lennie James          | Nazrin Choudhury                                   | 18 de outubro de 2020  | 1.55                |
| 72           | 3            | "Alaska" "(Alasca)" (BR)                                                      | Colman Domingo        | Mallory Westfall                                   | 25 de outubro de 2020  | 1.50                |
| 73           | 4            | "The Key" "(A Chave)" (BR)                                                    | Ron Underwood         | David Johnson                                      | 1 de novembro de 2020  | 1.28                |
| 74           | 5            | "Honey" "(Mel)" (BR)                                                          | Michael E. Satrazemis | Ashley Cardiff                                     | 8 de novembro de 2020  | 1.24                |
| 75           | 6            | "Bury Her Next to Jasper's Leg" "(Enterre-a ao Lado da Perna de Jasper)" (BR) | Sharat Raju           | Alex Delyle                                        | 15 de novembro de 2020 | 1.27                |
| 76           | 7            | "Damage from the Inside" "(Danos Vindos de Dentro)" (BR)                      | Tawnia McKiernan      | Jacob Pinion                                       | 22 de novembro de 2020 | 1.09                |
| 77           | 8            | "The Door" "(A Porta)" (BR)                                                   | Michael E. Satrazemis | Ian Goldberg & Andrew Chambliss                    | 11 de abril de 2021    | 1.17                |
| 78           | 9            | "Things Left to Do" "(Coisas Pendentes)" (BR)                                 | Michael E. Satrazemis | Nick Bernardone                                    | 18 de abril de 2021    | 1.12                |
| 79           | 10           | "Handle with Care" "(Manuseie com Cuidado)" (BR)                              | Heather Cappiello     | Ashley Cardiff & David Johnson                     | 25 de abril de 2021    | 1.10                |
| 80           | 11           | "The Holding" "(A Contenção)" (BR)                                            | K.C. Colwell          | Channing Powell                                    | 2 de maio de 2021      | 1.03                |
| 81           | 12           | "In Dreams" "(Em Sonhos)" (BR)                                                | Michael E. Satrazemis | Andrew Chambliss & Ian Goldberg & Nazrin Choudhury | 9 de maio de 2021      | 0.99                |
| 82           | 13           | "J.D."                                                                        | Aisha Tyler           | Nick Bernardone & Jacob Pinion                     | 16 de maio de 2021     | 1.09                |
| 83           | 14           | "Mother" "(Mãe)" (BR)                                                         | Janice Cooke          | Channing Powell & Alex Delyle                      | 23 de maio de 2021     | 0.94                |
| 84           | 15           | "USS Pennsylvania"                                                            | Heather Cappiello     | Nazrin Choudhury & Nick Bernardone                 | 6 de junho de 2021     | 0.87                |
| 85           | 16           | "The Beginning" "(O Começo)" (BR)                                             | Michael E. Satrazemis | Ian Goldberg & Andrew Chambliss                    | 13 de junho de 2021    | 1.05                |

### 7ª temporada (2021–22)
| N.º na série | N.º na temp. | Título                                          | Dirigido por          | Escrito por                                   | Exibição original      | Audiência (milhões) |
| ------------ | ------------ | ----------------------------------------------- | --------------------- | --------------------------------------------- | ---------------------- | ------------------- |
| 86           | 1            | "The Beacon" "(O Farol)" (BR)                   | Michael E. Satrazemis | Ian Goldberg & Andrew Chambliss               | 17 de outubro de 2021  | 1.09                |
| 87           | 2            | "Six Hours" "(Seis Horas)" (BR)                 | Michael E. Satrazemis | Andrew Chambliss & Ian Goldberg               | 24 de outubro de 2021  | 0.96                |
| 88           | 3            | "Cindy Hawkins"                                 | Ron Underwood         | Nick Bernardone & Jacob Pinion                | 31 de outubro de 2021  | 0.87                |
| 89           | 4            | "Breathe with Me" "(Respire Comigo)" (BR)       | Tara Nicole Weyr      | Nazrin Choudhury & David Johnson              | 7 de novembro de 2021  | 0.73                |
| 90           | 5            | "Till Death" "(Até a Morte)" (BR)               | Lennie James          | Justin Boyd & Ashley Cardiff                  | 14 de novembro de 2021 | 0.93                |
| 91           | 6            | "Reclamation" "(Recuperação)" (BR)              | Bille Woodruff        | Alex Delyle & Calaya Michelle Stallworth      | 21 de novembro de 2021 | 0.88                |
| 92           | 7            | "The Portrait" "(O Retrato)" (BR)               | Heather Cappiello     | Nick Bernardone                               | 28 de novembro de 2021 | 0.94                |
| 93           | 8            | "PADRE"                                         | Michael E. Satrazemis | Ian Goldberg & Andrew Chambliss               | 5 de dezembro de 2021  | 0.84                |
| 94           | 9            | "Follow Me" "(Siga-me)" (BR)                    | Heather Cappiello     | Andrew Chambliss & Ian Goldberg               | 17 de abril de 2022    | 0.84                |
| 95           | 10           | "Mourning Cloak" "(Manto-de-Luto)" (BR)         | Lennie James          | Nazrin Choudhury & Calaya Michelle Stallworth | 24 de abril de 2022    | 0.79                |
| 96           | 11           | "Ofelia" "(Ofélia)" (BR)                        | Alycia Debnam-Carey   | Alex Delyle & David Johnson                   | 1 de maio de 2022      | 0.74                |
| 97           | 12           | "Sonny Boy" "(Filhinho)" (BR)                   | Ron Underwood         | Justin Boyd & Jacob Pinion                    | 8 de maio de 2022      | 0.72                |
| 98           | 13           | "The Raft" "(A Jangada)" (BR)                   | Gary Rake             | Nazrin Choudhury & Nick Bernardone            | 15 de maio de 2022     | 0.74                |
| 99           | 14           | "Divine Providence" "(Providência Divina)" (BR) | Edward Ornelas        | Alex Delyle & David Johnson                   | 22 de maio de 2022     | 0.66                |
| 100          | 15           | "Amina"                                         | Michael E. Satrazemis | Ian Goldberg & Andrew Chambliss               | 29 de maio de 2022     | 0.60                |
| 101          | 16           | "Gone" "(Se foi)" (BR)                          | Sharat Raju           | Andrew Chambliss & Ian Goldberg               | 5 de junho de 2022     | 0.71                |

### 8ª temporada (2023)
| N.º na série | N.º na temp. | Título                                                                            | Dirigido por          | Escrito por                                          | Exibição original      | Audiência (milhões) |
| ------------ | ------------ | --------------------------------------------------------------------------------- | --------------------- | ---------------------------------------------------- | ---------------------- | ------------------- |
| 102          | 1            | "Remember What They Took from You" "(Lembre-se do que eles tiraram de você)" (BR) | Michael E. Satrazemis | Ian Goldberg & Andrew Chambliss                      | 14 de maio de 2023     | 0.56                |
| 103          | 2            | "Blue Jay"                                                                        | Heather Cappielo      | Andrew Chambliss & Ian Goldberg                      | 21 de maio de 2023     | 0.47                |
| 104          | 3            | "Odessa"                                                                          | Ron Underwood         | Andrew Chambliss & Ian Goldberg                      | 28 de maio de 2023     | 0.47                |
| 105          | 4            | "King County" "(Condado do Rei)" (BR)                                             | Kenneth Requa         | Ian Goldberg & Andrew Chambliss                      | 4 de junho de 2023     | 0.46                |
| 106          | 5            | "More Time Than You Know" "(Mais tempo do que você imagina)" (BR)                 | Heather Cappielo      | David Johnson & Calaya Michelle Stallworth           | 11 de junho de 2023    | 0.55                |
| 107          | 6            | "All I See Is Red" "(Tudo o que vejo é vermelho)" (BR)                            | Michael E. Satrazemis | Andrew Chambliss & Ian Goldberg                      | 18 de junho de 2023    | 0.46                |
| 108          | 7            | "Anton"                                                                           | Danay García          | Nazrin Choudhury & Justin Boyd                       | 22 de outubro de 2023  | 0.54                |
| 109          | 8            | "Iron Tiger"                                                                      | S.J. Main Muñoz       | Nick Bernardone & Jacob Pinion                       | 29 de outubro de 2023  | 0.52                |
| 110          | 9            | "Sanctuary" "(Santuário)" (BR)                                                    | Phil McLaughlin       | Justin Boyd & David Johnson                          | 5 de novembro de 2023  | 0.50                |
| 111          | 10           | "Keeping Her Alive" "(Mantendo Ela Viva)" (BR)                                    | James Armstrong       | Nazrin Choudhury & Calaya Michelle Stallworth        | 12 de novembro de 2023 | 0.47                |
| 112          | 11           | "Fighting Like You" "(Lutando Como Você)" (BR)                                    | Haifaa al-Mansour     | Nick Bernardone & Jacob Pinion & Kelly Jane Costello | 19 de novembro de 2023 | 0.44                |
| 113          | 12           | "The Road Ahead" "(A Estrada à Frente)" (BR)                                      | Michael E. Satrazemis | Ian Goldberg & Andrew Chambliss                      | 19 de novembro de 2023 | 0.44                |

## Webisódios

### Fear the Walking Dead: Flight 462
Fear the Walking Dead: Flight 462 é uma websérie de 16 episódios exibida pela emissora AMC entre 2015 e 2016. A história se passa dentro do vôo 462, quando se descobre que um dos passageiros está infectado com a epidemia zumbi. Dois dos personagens da websérie, Alex (originalmente chamada de Charlie na websérie), e Jake, são introduzidos no episódio 3 da segunda temporada de Fear the Walking Dead, intitulado "Ouroboros".

### Fear the Walking Dead: Passage
Fear the Walking Dead: Passage é uma websérie de 16 episódios exibida pela emissora AMC entre 2016 e 2017. A websérie segue a história de Sierra, uma sobrevivente no início do apocalipse que ajuda uma mulher ferida chamada Gabi, e assim elas tentam encontrar um santuário.

### The Althea Tapes
The Althea Tapes é uma websérie de 6 episódios exibida pela emissora AMC em 2019. A websérie mostra Althea entrevistando diversas pessoas antes de encontrar Morgan e John. A personagem Samora Sinclair é introduzida na série.
| N.º | Título        | Exibição original   |
| --- | ------------- | ------------------- |
| 1 | "Al"          | 27 de julho de 2019 |
| Após seu encontro com Isabelle e o helicóptero, Althea confessa ter uma nova esperança e ver a importância de suas entrevistas gravadas.                                                                  |               |                     |
| 2 | "Ed"          | 27 de julho de 2019 |
| Al faz um acordo com Ed, um sobrevivente que está tentando chegar em casa para encontrar sua família. Al o levará a Tyler, no Texas, em troca da história de Ed.                                          |               |                     |
| 3 | "Earl and CJ" | 31 de julho de 2019 |
| Al entrevista C.J. e Earl, dois viajantes incompatíveis com histórias muito diferentes. Ao longo da entrevista, algumas coisas mudam a maneira como Earl e C.J. se entendem e um novo percurso é mapeado. |               |                     |
| 4 | "Clark"       | 2 de agosto de 2019 |
| Al entrevista Clark, um homem de família, que saiu da prisão para verificar seu antigo local de trabalho. No decorrer da entrevista, Al sente uma oportunidade de compensar a situação.                   |               |                     |
| 5 | "Jody"        | 4 de agosto de 2019 |
| Al entrevista Jody, uma cirurgiã de antes do surto. Apesar do trauma que ela sofreu, Jody se concentra em fazer tudo o que pode para ajudar outros sobreviventes.                                         |               |                     |
| 6 | "Samora"      | 8 de agosto de 2019 |
| Al entrevista Samora, uma sobrevivente que luta contra um transtorno obsessivo-compulsivo debilitante. Samora conta sua jornada até a beira da morte e o que a trouxe de volta.                           |               |                     |

### Dead in the Water
Em março de 2021, a AMC anunciou a série digital derivada Dead in the Water, que se passa no exterior do USS Pennsylvania e "conta a história de uma tripulação de submarinos lutando pela sobrevivência, isolada do mundo da superfície assim que o apocalipse chega, tornando-se uma armadilha mortal cheia de zumbis movido a energia nuclear sem saída." O especial estrela Nick Stahl como Riley e estreou no AMC+ em 10 de abril de 2022.

## Audiência
| Temporada | Temporada | Ep. 1 | Ep. 2 | Ep. 3 | Ep. 4 | Ep. 5 | Ep. 6 | Ep. 7 | Ep. 8 | Ep. 9 | Ep. 10 | Ep. 11 | Ep. 12 | Ep. 13 | Ep. 14 | Ep. 15 | Ep. 16 | Audiência |
| --------- | --------- | ----- | ----- | ----- | ----- | ----- | ----- | ----- | ----- | ----- | ------ | ------ | ------ | ------ | ------ | ------ | ------ | --------- |
|           | 1         | 10.13 | 8.18  | 7.19  | 6.62  | 6.66  | 6.86  | N/A   | N/A   | N/A   | N/A    | N/A    | N/A    | N/A    | N/A    | N/A    | N/A    | 7.61      |
|           | 2         | 6.67  | 5.58  | 4.73  | 4.80  | 4.41  | 4.49  | 4.39  | 3.86  | 3.66  | 2.99   | 3.40   | 3.62   | 3.49   | 3.67   | 3.05   | N/A    | 4.19      |
|           | 3         | 3.11  | 2.70  | 2.50  | 2.40  | 2.50  | 2.19  | 2.62  | 2.40  | 2.14  | 2.14   | 1.99   | 2.08   | 2.36   | 2.23   | 2.23   | 2.23   | 2.36      |
|           | 4         | 4.09  | 3.07  | 2.71  | 2.49  | 2.46  | 2.31  | 1.97  | 2.32  | 1.88  | 1.86   | 1.83   | 1.52   | 1.71   | 1.87   | 2.03   | 2.13   | 2.27      |
|           | 5         | 1.97  | 1.69  | 1.76  | 1.66  | 1.71  | 1.49  | 1.39  | 1.60  | 1.40  | 1.37   | 1.44   | 1.14   | 1.45   | 1.31   | 1.34   | 1.51   | 1.51      |
|           | 6         | 1.59  | 1.55  | 1.50  | 1.28  | 1.24  | 1.27  | 1.09  | 1.17  | 1.12  | 1.10   | 1.03   | 0.99   | 1.09   | 0.94   | 0.87   | 1.05   | 1.18      |
|           | 7         | 1.09  | 0.96  | 0.87  | 0.73  | 0.93  | 0.88  | 0.94  | 0.84  | 0.84  | 0.79   | 0.74   | 0.72   | 0.74   | 0.66   | 0.60   | 0.71   | 0.82      |
|           | 8         | 0.56  | 0.47  | 0.47  | 0.46  | 0.55  | 0.46  | 0.54  | 0.52  | 0.50  | 0.47   | 0.44   | 0.44   | N/A    | N/A    | N/A    | N/A    | 0.49      |